# Beilschmiedia opposita
Beilschmiedia opposita är en lagerväxtart som beskrevs av André Joseph Guillaume Henri Kostermans. Beilschmiedia opposita ingår i släktet Beilschmiedia och familjen lagerväxter. Inga underarter finns listade i Catalogue of Life.